# Ballon de Paris
Ballon de Paris – aerostat, który pełni funkcję atrakcji turystycznej i narzędzia do podnoszenia świadomości na temat jakości powietrza, instalowany w Paryżu od 1999 roku w parku André Citroëna. Zaprojektowany i opracowany przez firmę Aerophile, w ciągu dziesięciu lat odwiedziło go pół miliona gości.